# 都留信用組合
都留信用組合（つるしんようくみあい）は、山梨県富士吉田市に本店を置く信用組合。
山梨県郡内地方の北都留郡小菅村と丹波山村を除く全市町村に店舗を展開している。また、鳴沢村と道志村の指定金融機関を受託している。
ATMでは、しんくみ お得ねっと提携信用組合のカードによる出金は自組合扱いとなる。

## 沿革
- 1952年（昭和27年）3月8日 - 都留信用組合を設立。
- 1953年（昭和28年）3月 - 上野原信用組合を設立。
- 1994年（平成6年）8月 - 都留・上野原の2信用組合が合併し、都留信用組合となる。

## 営業地域
山梨県郡内地方（県東部・南部）を営業地域としている。

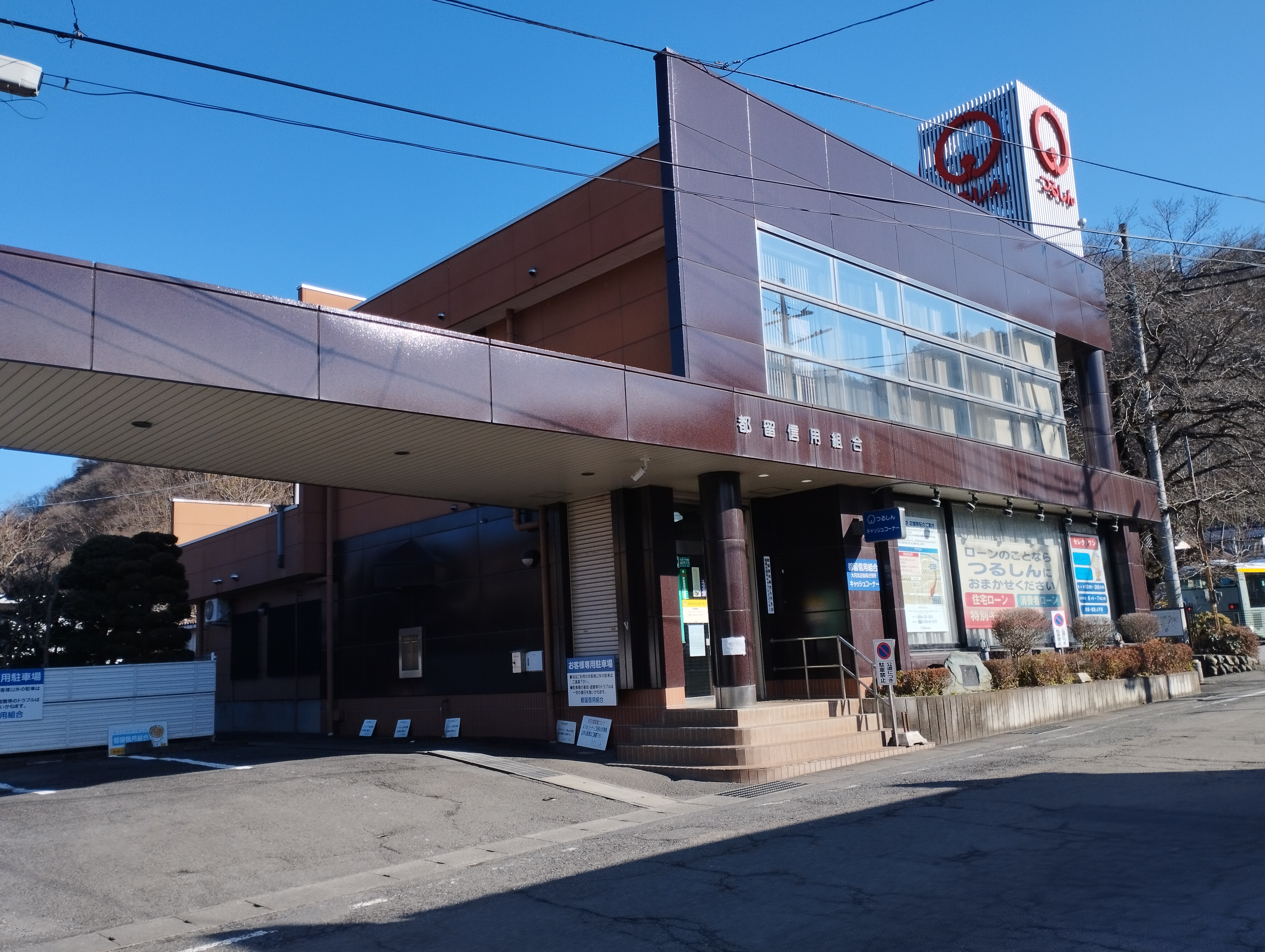
大月支店猿橋出張所（旧猿橋支店、2021年に大月支店と統合）

富士吉田市に6つの支店を構える。

## 不祥事
2019年に発覚した職員の着服事件及び組織的な監督官庁への隠蔽事件
2019年4月4日、都留信用組合は顧客からの定期預金解約申し出手続きに関する問い合わせを受けた。
その後、都留信用組合内部で調査が行われ、谷村支店（都留市）支店長(当時52歳)が「遊興費や株の信用取引に使った」と着服を認めた。
2019年5月29日、都留信用組合は該当支店長の着服を記者会見で公表した。同年4月まで谷村支店長だった支店長（以下「元支店長」と記す）が、2004年3月から2019年4月までの15年間にわたって顧客を騙して定期預金の証書を預かり、無断解約して着服を繰り返したほか、国債の購入資金として預かった現金も着服し、その総額が約1億9,500億円(同日時点で確認分)、着服被害者が個人顧客15人、計46回に上っていたという内容であった。都留信用組合は、被害に遭った顧客に事実関係を説明して謝罪した後にほぼ全額を弁済し、会見時点で総務部付に異動していた元支店長を懲戒解雇の上、刑事告訴する方針だと発表した。会見で細田幸次理事長は「手口が巧妙でチェック機能が働かなかった。責任を痛感している。信頼回復に向け先頭に立って取り組む」と話し、役員に対する減給などの処分を検討することも明らかにした。
2019年6月5日夕方、読売新聞は上記とは別の桂支店（都留市）職員による着服に関する情報を得て都留信用組合に電話取材したが、天野一則専務理事から「特にそのようなことはない」と明確に否定され、再度問いただしても「ない」と繰り返された。
2019年6月7日昼、天野専務理事から読売新聞に「事実と異なることを申し上げた」と連絡があり、記者会見が設定された。
2019年6月7日、都留信用組合は記者会見を行い、職員3人が2018年夏から2019年3月にかけて顧客の預金など1,800万円余りを着服していたことを新たに公表した。その内容は、桂支店と禾生支店（都留市）の20代男性職員が定期預金として預かった現金を繰り返し入金せずそれぞれ1,500万円と310万円を着服し、また竜ヶ丘支店（富士吉田市）の40代男性職員が店内ATMの現金を抜き取り36万円を着服していたというものであった。担当職員が顧客から現金を預かった場合、通常は「預かり証」を発行するが、着服した職員は発行せず支店にも報告しないなどしたため、支店長らは着服を見抜けなかったとしている。一方で都留信用組合は、2018年8月と2019年3月にそれぞれの事案を把握しながら、法律に基づく関東財務局甲府財務事務所への届け出を行わない旨を、役員を含めたコンプライアンス担当部署で決定していた。会見では、着服した職員や家族が弁済したために「顧客に迷惑がかからなかった」として届け出を怠ったと説明。細田幸次理事長は「弁済しているので解決済みと考えた。もう終わったことという『あうん』があった」「隠蔽と言われれば隠蔽」と語った。また、会見で天野専務理事は「記者に虚偽の報告をした。取材を受け当局への届け出と記者会見を開くことを決めた」と釈明した。都留信用組合は、弁護士等の外部有識者らで作る第三者委員会を立ち上げて原因と責任の所在を明らかにし抜本的再発防止策を定めることを併せて発表した。また、細田理事長は「責任を取って辞職したい気持ちはある。第三者委で責任の所在などを明らかにするので結論を待ちたい」と発言した。着服した禾生支店の職員は依願退職した。
事件を受け都留信用組合は、預金や融資等の残高確認を依頼するはがきを全顧客約137,000件に発送した。
また、2度目の不祥事公表後の週明けには、本店と支店に着服などに関する問い合わせが数百件寄せられた。
2019年6月14日、都留信用組合は特別調査委員会の設置を公表した。委員は、三宅英貴（弁護士、アンダーソン・毛利・友常法律事務所）、矢田悠（弁護士、ひふみ総合法律事務所）、河江健史（公認会計士、河江健史会計事務所）の3名。
2019年6月18日、都留信用組合の特別調査委員会は東京都内の法律事務所で初会合を開いた。会議はすべて非公開で、一連の不祥事の経緯や原因、類似事案が他に無いかなどを調査するとのことであった。都留信用組合は、委員会の調査がまとまり次第公表する方針を明らかにした。
2019年6月21日、都留信用組合が「顧客の信用を大きく損なった」として都留支店長を21日付で懲戒解雇するとともに、着服に関する出金記録や解約手続きに関する書類などを警察に提出し、業務上横領の疑いで刑事告訴手続を進めていることが、報道された。
2019年6月30日、都留信用組合は第68期通常総代会を行った。公表された資料や報道によると、組合は不祥事により平成30年度決算が確定できていない状況であること、特別調査委員会の調査結果を踏まえた監事及び監査法人による監査報告を受けた後で行われる臨時総代会の承認を得て決算を確定させる方針であること、そして、現執行部がその責任を果たすことが望ましいゆえに役員人事も臨時総代会で改めて協議すべきである旨の意見で現役員が推薦・再任することになったことが、明らかになった。
2019年7月3日、都留信用組合は決算未確定による出資配当金支払遅延についてのお詫び文書を公表した。監査法人および監事による決算承認後、臨時総代会を開催して決算承認を得た上で出資配当金の支払いを行う予定という内容であった。